# Хазянг (провинция)
Хазя́нг (вьет. Hà Giang, тьы-ном 河楊) — провинция на севере Вьетнама. Административный центр — одноимённый город.

## География и климат
Площадь — 7945,8 км². Столица провинции, город Хазянг, находится в 320 км от Ханоя и в 25 км от границы с Китаем (КПП Тхантхуи). Участок границы провинции с Китаем составляет около 270 км. Большую часть провинции занимают горы, самые высокие из них: Тайконлин (2419 м) и Кьеульеути (2402 м). Крупнейшие реки: Ло и Мьен. Значительная часть территории Хазянг занята лесами.
Среднегодовая температура в городе Хазянг составляет 22,78 °С; среднемесячные колеблются от 15,48 °С в январе до 27,88 °С в июле. Среднегодовой уровень осадков: 2430 мм; среднемесячные показатели меняются от 31,5 мм в декабре до 515,6 мм в июле. Средняя влажность воздуха — 84 %.

## Население
По данным на 2019 год население провинции составило 854 679 человека, что при площади почти в 8 тыс. км² делает её одним из самых малонаселённых районов страны. Городское население — 15,9 %. Провинция отличается этническим разнообразием, кроме вьетнамцев, которые составляют лишь около 12,3 % населения, в Хазянге проживают хмонги — 34,2 %, тхо (таи) — 22,5 %, яо — 14,4 %, нунги — 9,5 % и другие народы.
Динамика численности населения провинции по годам:
| 1999    | 2005    | 2006    | 2009    | 2013    | 2019    |
| ------- | ------- | ------- | ------- | ------- | ------- |
| 602 525 | 673 374 | 683 500 | 724 353 | 758 787 | 854 679 |

## Административное деление
В административном отношении делится на 1 город — Хазянг — и 10 уездов: Бакме, Баккуанг, Донгван, Хоангшуфи, Меовак, Куанба, Куангбинь, Висюен, Синман и Йенминь.

## История
Во время пограничного конфликта между Китаем и Вьетнамом часть территории провинции была оккупирована китайскими войсками, которые были выведены лишь в 1992 году.

## Экономика
Хазянг — довольно бедная провинция страны, отличается плохо развитой инфраструктурой. Основой экономики является сельское хозяйство, ведение которого сильно ограничено и осложнено горным рельефом. Имеются залежи сурьмы, железных руд, марганца, цинка, меди, олова и других минералов. Горнодобывающая промышленность целиком зависит от иностранных инвестиций. Инвесторов также привлекает и чайная промышленность, местный чай идёт на экспорт.